# Bruno I, Arcebispo de Colônia
Bruno, o Grande ou Bruno I (925-965) foi arcebispo de Colônia, Alemanha, de 953 até sua morte, e Duque da Lotaríngia a partir de 954. Foi filho do rei Henrique I da Germânia e de sua segunda esposa Matilde de Ringelheim, a "Santa Matilde". Era irmão de Otão I, Rei da Germânia e mais tarde Imperador Romano-Germânico.

## Arcebispo e Duque
Na sua infância já estava decidido que faria carreira eclesiástica, pelo que recebeu uma educação nesse sentido. Em 951, Otão I o nomeou capelão oficial de sua corte.
Em 953, o cargo de arcebispo de Colônia ficou vago, ao mesmo tempo em que Conrado, o Vermelho, duque da Lotaríngia e genro de Otão I, se juntou a uma rebelião contra Otão I. Ao nomear Bruno para o cargo vago, Otão I garantiu um poderoso aliado contra Conrado na Lotaríngia (a maior parte da Lotaríngia estava no território da arquidiocese), justamente no momento em que ele mais precisava de um aliado. Em um ano, a rebelião havia fracassado. Otão I removeu Conrado do cargo de duque da Lotaríngia e nomeou Bruno em seu lugar.
Bruno seria o último duque a ter toda a Lotaríngia sob seu poder: em 959 dois nobres, Godofredo I e Federico I, foram nomeados respectivamente margrave da Baixa Lotaríngia e da Alta Lotaríngia. Ambos os margraves foram feitos duques após a morte de Bruno. Os dois ducados só voltariam a se unir por um breve período, entre 1033 e 1044, sob o comando do duque Gotelon.
A união dos dois cargos, arcebispo e duque, na mesma pessoa, fez de Bruno o homem mais poderoso depois de Otão I, não só dentro de seus territórios, mas também fora de suas fronteiras. Após a morte de Luís IV de França em 954 e de Hugo, o Grande em 956, tornou-se o senhor feudal mais importante, pois era cunhado de ambos e, portanto, tio de seus respectivos herdeiros: Lotário da França que seria o novo rei, e Hugo Capeto, de quem foi conselheiro e também regente desde 961, cuidando do reino durante as estadas do rei na Itália.
Bruno morreu em Reims em 965 e foi enterrado nos arredores de Colônia na igreja do mosteiro de São Pantaleão, que ele havia fundado.

## Os poderes de Bruno
Os cargos que ocupou atribuíam-lhe poderes semelhantes aos dos reis do seu tempo. Otão I delegou a Bruno e seus sucessores no arcebispado alguns privilégios reais, como o direito de construir fortificações ou estabelecer praças de mercado, o direito de cunhar dinheiro, de cobrar seus próprios impostos e de ficar com o dinheiro arrecadado dos judeus, em troca pela proteção da promessa e recolhidos pelas alfândegas localizadas nos vaus do Reno. E embora os sucessores de Bruno no arcebispado não tivessem mais o título de duques, eles seriam os verdadeiros governantes de Colônia até a Batalha de Worringen, três séculos depois.

## O Tribunal de Colônia
A corte de Bruno em Colônia tornou-se o principal centro intelectual e artístico de seu tempo; muito mais importante que a de seu irmão Otão I, que era um homem com inclinações mais voltadas para o militarismo e para as viagens. Entre os personagens ligados à corte de Bruno estavam Ratério de Verona e Liuprando de Cremona. Muitos dos que seriam a próxima geração de altos funcionários eclesiásticos da Lotaríngia foram educados na corte de Colônia, incluindo Everacro de Liège, o bispo Gerardo de Toul, Viquefrido, bispo de Verdun e o bispo Teodorico de Métis. Bruno transformou a cidade medieval de Colônia, mandando construir um palácio arcebispal e mandando ampliar a catedral, de modo que o conjunto arquitetônico rivalizasse com o da Antiga Basílica de São Pedro, em Roma. Nada resta desta catedral, construída no tempo de Bruno, pois sofreu um incêndio em 1248 e foi substituída pela atual. Ele também foi responsável por incluir a área entre a antiga muralha romana e o rio dentro da fortificação da cidade.
Bruno fez com que as relíquias de São Pátroclo fossem transferidas de Troyes em 964 e as enterrasse em Soest, onde esse santo ainda hoje é venerado. Foi proclamado santo pela Igreja Católica. O dia do seu nome é comemorado em 11 de outubro.